# Tomáš Zatloukal
Tomáš Zatloukal (* 3. srpna 1969 Zlín) je český politik a pedagog, v letech 2004 až 2009 poslanec Evropského parlamentu, od října 2013 ústřední školní inspektor.

## Život
V letech 1987 až 1992 vystudoval Pedagogickou fakultu a Fakultu tělesné kultury Univerzity Palackého v Olomouci (získal titul Mgr.). Po studiích a absolvování základní vojenské služby nastoupil v roce 1993 jako učitel na Gymnázium Zlín - Lesní čtvrť, kde v letech 1998 až 2004 vykonával funkci ředitele. Následně odešel jako poslanec do Evropského parlamentu.
Po návratu z vysoké politiky pracoval na Ministerstvu školství, mládeže a tělovýchovy ČR jako ředitel odboru vzdělávání. V srpnu 2013 byl pověřen vedením České školní inspekce. Na základě spokojenosti s jeho působením se jej rozhodl dne 1. října 2013 ministr školství Dalibor Štys do funkce přímo jmenovat.
Je ženatý, s manželkou Andreou má dva syny - Petra a Michala.

## Politické působení
Od roku 2002 působil v zastupitelstvu města Napajedla (opětovně byl zvolen v letech 2006 a 2010, vždy na kandidátce hnutí Napajedelské fórum).
Ve volbách do Evropského parlamentu v roce 2004 figuroval jako nestraník za SNK na 3. místě kandidátky subjektu SNK Sdružení nezávislých a Evropští demokraté. Uskupení získalo 11,02 % hlasů a Zatloukal byl zvolen poslancem Evropského parlamentu, kde působil do roku 2009 jako člen Výboru pro kulturu, mládež, vzdělávání, média a sport a Rozpočtového výboru. Ve volbách v roce 2009 již nekandidoval.
V krajských volbách v roce 2008 vedl ve Zlínském kraji z pozice nestraníka za SN kandidátku subjektu Koalice nestraníků (tj. SN a hnutí Nestraníci), ale neuspěl (subjekt se do krajského zastupitelstva nedostal).